# Charles Boustany

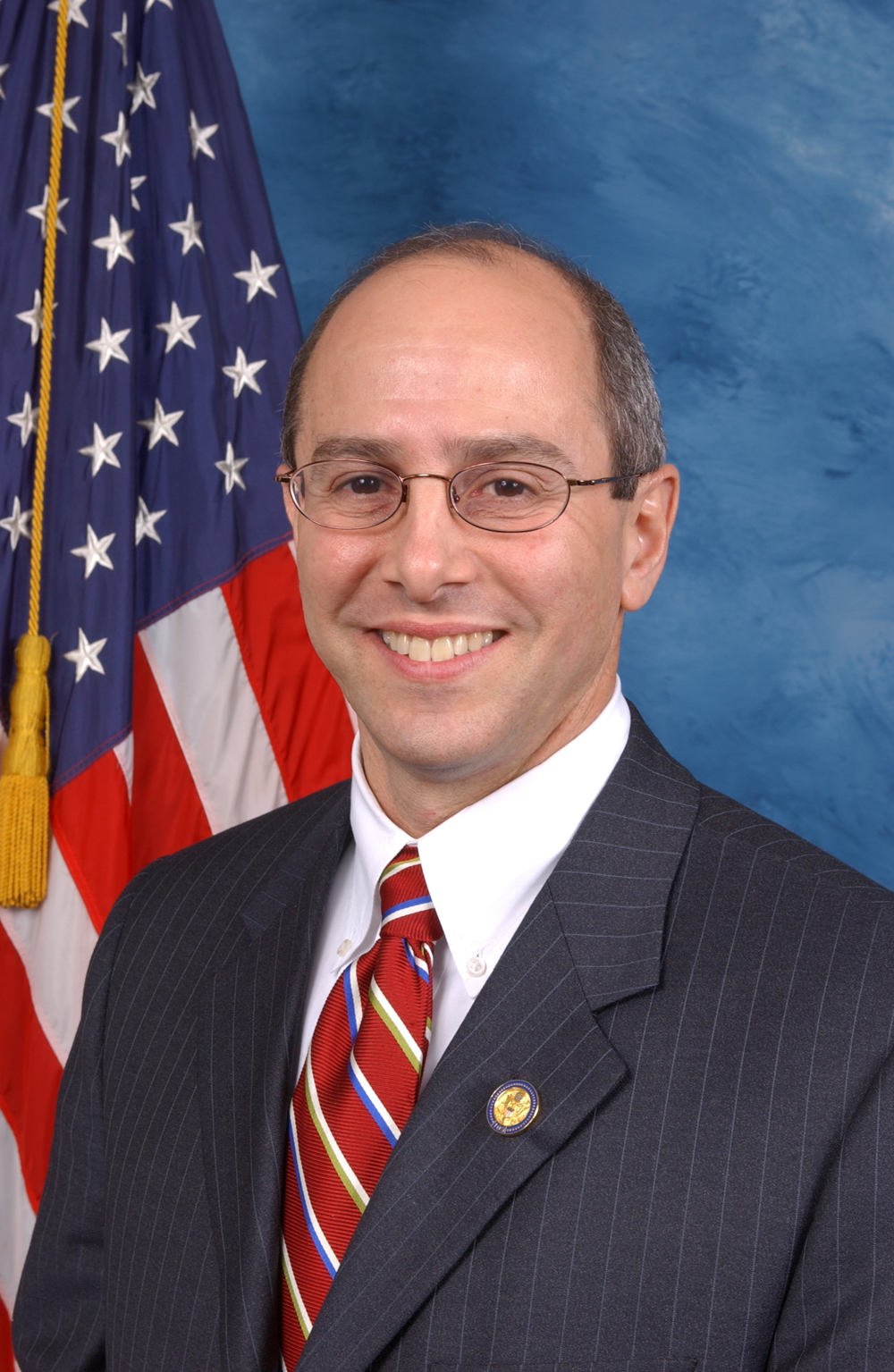
Charles Boustany

Charles William Boustany (* 21. Februar 1956 in New Orleans, Louisiana) ist ein US-amerikanischer Politiker der Republikanischen Partei. Von 2005 bis 2017 vertrat er den Bundesstaat Louisiana im US-Repräsentantenhaus. 2016 bewarb er sich für den Senat der Vereinigten Staaten.

## Werdegang
Charles Boustany besuchte zunächst die Cathedral Carmel High School in Lafayette. Anschließend studierte er bis 1978 an der University of Southwestern Louisiana. Daran schloss sich bis 1982 ein Medizinstudium an der Louisiana State University in New Orleans an. Danach arbeitete er als Arzt.
Bei der Wahl 2004 wurde er als Kandidat der Republikaner im siebten Kongresswahlbezirk Louisianas in das US-Repräsentantenhaus in Washington, D.C. gewählt, wo er am 3. Januar 2005 die Nachfolge des Demokraten Chris John antrat. Bei der Wahl 2010 wurde er ohne Gegenkandidat bestätigt; 2012 trat er aufgrund einer Neugestaltung der Wahlbezirke im dritten Distrikt an und musste sich dort der innerparteilichen Herausforderung von Jeff Landry stellen. Nachdem keiner der Kandidaten bei der Wahl am 6. November 2012 die absolute Mehrheit erzielt hatte, setzte sich Boustany in der Stichwahl am 8. Dezember des Jahres mit 61 zu 39 Prozent der Stimmen gegen Landry durch. Nach einer weiteren Wiederwahl im Jahr 2014 verzichtete er 2016 auf ein nochmaliges Antreten. Stattdessen bewarb er sich erfolglos in der Vorwahl der Republikaner um die Nominierung für den Senat der Vereinigten Staaten. Am 3. Januar 2017 schied er aus dem Kongress aus.
Er ist mit Bridget Edwards, einer Nichte des ehemaligen demokratischen Gouverneurs Edwin Edwards, verheiratet. Das Paar hat zwei Kinder und lebt privat in Lafayette.